# Těžba stříbra

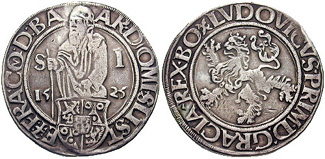
Jáchymovský tolar z r. 1525
Avers: Svatý Jáchym; AR(gento) : DOM(i) : SLI(c) : STE(phanus) : E(t) : 7 : FRA(tres) : COM(es)[2] : D(ominus) : BA(ssani)
Revers: Dvojocasý lev; LVDOVICVS ? PRIM(vs) D(ei): GRACIA REX BO(hemiae)

Těžba stříbra je proces získávání suroviny (stříbro) ze svrchních vrstev zemské kůry.
Jeho chemická značka Ag (lat. Argentum) je ušlechtilý kov bílé barvy, používaný člověkem již od starověku. Vyznačuje se nejlepší elektrickou a tepelnou vodivostí ze všech známých kovů. Slouží jako součást různých slitin pro použití v elektronickém průmyslu, výrobě CD i DVD nosičů, šperkařství a k výrobě kvalitních zrcadel. Jeho sloučeniny jsou nezbytné pro fotografický průmysl. Patří mezi přechodné prvky, které mají valenční elektrony v d-sféře. Typický kovový prvek, známý již od starověku. Z prvků vykazuje nejlepší elektrickou i tepelnou vodivost. Po mechanické a metalurgické stránce je velmi dobře zpracovatelné a dobře se odlévá. Přestože je stříbro řazeno mezi drahé kovy, které se obecně vyznačují značnou chemickou stabilitou, je velmi dobře rozpustné v kyselině dusičné a sírové především díky jejím silným oxidačním vlastnostem. V zemské kůře se stříbro vyskytuje pouze vzácně. Jako zdroj pro průmyslové získávání stříbra jsou však rudy olova, mědi, niklu nebo zinku. Nejvíce používanou metodou pro získávání i čištění ryzího stříbra je elektrolýza. Největšími světovými producenty stříbra jsou Mexiko, Kanada, Peru, Austrálie a USA. V Čechách se ve středověku dobývalo značné množství stříbrných rud. Nejznámější lokalitou je patrně Kutná Hora – kromě dobývání a rafinace stříbra zde vznikla i královská mincovna, kde byly raženy známé stříbrné groše. Další lokality s výskytem stříbrných rud nalezneme i v Krušných horách a na Českomoravské vysočině. Stříbro, jako většina ostatních těžkých kovových prvků, je v lidském organizmu přítomno pouze ve stopových množstvích. Obecně převládá názor, že pro správné fungování organizmu je nutný jistý přísun stříbra v potravě. Stříbro obecně působí především baktericidně a dezinfekčně. Využívá se i v lékařství.

## Historie
Stříbro bylo známé již od starověku. První doly na stříbro byly objeveny již ve 4. tisíciletí př. n. l. v Malé Asii a na ostrovech v Egejském moři.

## Těžba ve světě
V žebříčku světových producentských zemí figuruje v první desítce šest států z amerického kontinentu (Mexiko, Peru, Chile, Bolívie, Spojené státy americké a Argentina). Světovou velmocí v těžbě stříbra zůstává dlouhodobě Mexiko.
1. Mexiko
2. Peru
3. Čína
4. Austrálie
5. Chile
6. Bolívie
7. Rusko
8. Polsko
9. USA
10. Argentina

## Těžba na území České republiky
Na našem území poprvé stříbro těžili již Keltové.
Nejstarším hornickým městem byla Jihlava, kde vznikl první horní řád. Zde došlo k největšímu rozkvětu těžby stříbra ve 13. století, ve 14. století však již těžba v tomto městě nebyla finančně zajímavá, neboť na vydolování cenného kovu musely být vynakládány značné prostředky. Jihlavu tudíž v čele těžby stříbra vystřídala Kutná Hora. Další bohatá naleziště byla nalezena v 16. století v Jáchymově, Březových Horách a v Rudolfovském rudním revíru u Českých Budějovic.
V roce 1300 se v Kutné Hoře začaly razit ze stříbra pražské groše. V jáchymovských dolech se díky rodu Šliků začala odvíjet historie tolarů. V Českých Budějovicích se v letech 1569 až 1611 razily tolary Maxmiliána II. a Rudolfa II.